# Acanthocreagris caspica
Acanthocreagris caspica es una especie de arácnido del orden Pseudoscorpionida de la familia Neobisiidae.

## Distribución geográfica
Se encuentra en Irán.